# Pierre Craninx
Pierre Craninx, écuyer, né à Louvain le 17 novembre 1805 et décédé à Hamme-Mille le 17 août 1890, est un médecin et professeur d'université belge.

## Biographie
Il était le petit-fils du professeur Étienne Heuschling, ancien professeur d'hébreu au Collegium Trilingue de Louvain, puis professeur à l'École de droit de Bruxelles et enfin à l'Université d'État de Louvain.
Pierre Craninx étudia la médecine à l'université d'État de Louvain et obtint le 7 juillet 1829 le diplôme de docteur en médecine de cette université, où il devint immédiatement lecteur et assistant du professeur Charles Jacmart. Dès l'année suivante sa nomination au rang de professeur se trouvait sur les bureaux du ministère quand éclata la révolution belge.
Il compléta toutefois ses connaissances à Paris auprès de Broussais.
Brillant étudiant, il était déjà devenu durant ses études membre correspondant de la Société des sciences naturelles de Liège en 1827 et membre de la Société médicale de Louvain en 1828.
Rentré en 1830 dans ce qui n'était pas encore la Belgique, il se mit au service de la jeune armée belge comme médecin militaire lors de la révolution libérale qui mit fin au régime hollandais et déboucha sur l'indépendance de la Belgique (1830-1839).
En 1835, comme l'écrit le professeur Ernest Masoin, l'université catholique vint s'installer à Louvain et « les regards des fondateurs de la nouvelle université ne pouvaient manquer de se jeter sur le jeune et brillant docteur Craninx. »
Il devint en 1841 membre de l'Académie royale de médecine dont il devint président en 1884.

## Ses écrits
1829: Specimen inaugurale physiologico-medicum de pubertate in sexu muliebri, Louvain, thèse universitaire, 1829.